# Інший ЗаХХід
Інший ЗаХХід — збірник треків від львівських виконавців у стилі хіп-хоп, який був виданий навесні 2010 року. У записі диску взяли участь такі виконавці: «VovaZiL'vova», «RIZUPS», «QUANT», «Хочу ЩЕ!», «Титри», «DaHok», «4FRONT», «Доккі Док» та інші.

## Історія створення
Ідея створити збірник львівського хіп-хопу виношувалась досить тривалий час, але це були лише ідеї. 20 грудня у Львові пройшов фестиваль «Протест» в рамках Всеукраїнського туру. Через тиждень після «Протесту» «Steel» (учасник «9К» та головний ідеолог диску) та «Shake MC» (персонаж, який підтримав ідею) організували збори всіх, хто бажав взяти участь у створенні збірника. Було обрано найкращих виконавців, назву збірника, тематику треків. Невдовзі було записано «Intro» — «Інші правила». 20 березня відбулася презентація у Львові, 10 квітня у Луцьку, 24 квітня — Тернополі.

## Список композицій
| #     | Назва                  | Автор слів                     | Автор музики                   | Тривалість |
| ----- | ---------------------- | ------------------------------ | ------------------------------ | ---------- |
| 1.    | «Інші правила (intro)» | Інший ZaXXiD                   | Інший ZaXXiD                   | 05:49      |
| 2.    | «Весна Прийде»         | QUANT                          | QUANT                          | 02:28      |
| 3.    | «Індустрія»            | 9 калібр                       | 9 калібр                       | 04:46      |
| 4.    | «Open Street Dance»    | Хочу ЩЕ!                       | Хочу ЩЕ!                       | 03:31      |
| 5.    | «Куди ми йдемо»        | RIZUPS                         | RIZUPS                         | 3:29       |
| 6.    | «Стрибай Вверх»        | Shake MC feat. Mr.Boo          | Shake MC                       | 03:51      |
| 7.    | «Моя Музика»           | Доккі Док                      | Доккі Док                      | 03:45      |
| 8.    | «Холодний майк»        | DonDEVito & Sitik              | DonDEVito & Sitik              | 03:12      |
| 9.    | «Не Такі Як Інші»      | Титри                          | Титри                          | 03:31      |
| 10.   | «Час»                  | T.DEN                          | T.DEN                          | 3:41       |
| 11.   | «Ми змінемо світ»      | West G                         | West G                         | 04:30      |
| 12.   | «По-приколу»           | DeWolf & MC Shock              | DeWolf & MC Shock              | 03:12      |
| 13.   | «Людям треба шоу»      | Young Gato                     | Young Gato                     | 03:12      |
| 14.   | «Дух Заходу»           | DaHok, 4FRONT & Вова зі Львова | DaHok, 4FRONT & Вова зі Львова | 03:39      |
| 54:13 |                        |                                |                                |            |